# Teià (ort)
Teià är en ort i Spanien.   Den ligger i provinsen Província de Barcelona och regionen Katalonien, i den östra delen av landet, 500 km öster om huvudstaden Madrid. Teià ligger 128 meter över havet och antalet invånare är 5 805.
Terrängen runt Teià är kuperad åt nordväst, men söderut är den platt. Havet är nära Teià åt sydost.  Närmaste större samhälle är Barcelona, 18,2 km sydväst om Teià. 